# Гвадалахарский картель
Гвадалаха́рский карте́ль (исп. Cártel de Guadalajara) — мексиканский наркокартель, действовавший в 1980—1989 годах. Был основан Рафаэлем Каро Кинтеро, Мигелем Анхелем Феликсом Гальярдо и Эрнесто Фонсекой Карильо с целью трафика марихуаны и кокаина в США. Один из первых мексиканских наркокартелей, сотрудничавших с колумбийской наркомафией.

## История
После ареста Рафаэля Каро Кинтеро и Эрнесто Фонсеки Карильо, Феликс Гальярдо не занимался активной преступной деятельностью, а в 1987 он вместе с семьей переехал в город Гвадалахару. Феликс Гальярдо (Крестный отец) решил разделить торговлю наркотиками, которой он управлял, поскольку это было более эффективно и была меньшая вероятность быстрой ликвидации преступного бизнеса правоохранительными органами.
В каком-то смысле картель приватизировал мексиканский наркобизнес, при этом уйдя в подполье и управляясь боссами, которые были менее известными или ещё не известные DEA. Феликс Гальярдо созвал своеобразный съезд мексиканских наркодельцов в доме на курорте Акапулько, где он определил территории деятельности. Контроль над наркотрафиком Тихуаны перешел к братьям Арельяно, над наркотрафиком Сьюдад Хуарес — к семье Карильо Фуэнтеса, над наркотрафиком Соноры — к Мигелю Каро Кинтеро, над наркотрафиком Матамороса — к Хуану Гарсиа Абрего. Хоакин Лоэра Гусман и Исмаэль Самбада Гарсиа получили контроль над наркотрафиком на Тихоокеанском побережье, впоследствии организовав картель Синалоа. Феликс Гальярдо планировал участвовать в общенациональных операциях наркобизнеса, но он был арестован 8 апреля 1989 года.
Согласно Питеру Дэйлу Скотту, Гвадалахарский картель являлся самым могущественным наркокартелем Мексики в начале 1980-х годов. Он процветал в основном потому, что пользовался защитой мексиканского разведывательного управления.